# 람프롤로구스 오켈라투스
람프롤로구스 오켈라투스(Lamprologus ocellatus) 또는 네오람프롤로구스 오켈라투스(Neolamprolagus ocellatus)는 시클리드의 일종이다. 이 시클리드는 작은 크기와 귀여운 외모를 가진 대중적인 수족관 물고기이다. 다 자라면 5cm까지도 자라지만 부화할 때는 대략 6mm이다. 색은 밝은 갈색부터 황금색 또는 노란색, 검은색까지도 골고루 분포한다. 이 물고기는 달팽이 또는 소라 껍데기에 살며 차세대를 껍데기 안에서 키운다. 수컷 오셀라투스는 암컷보다 더욱 클 뿐만 아니라 등지느러미의 가장자리에 노란색을 띤다.

## 오셀라기르기

### 기본적 특성

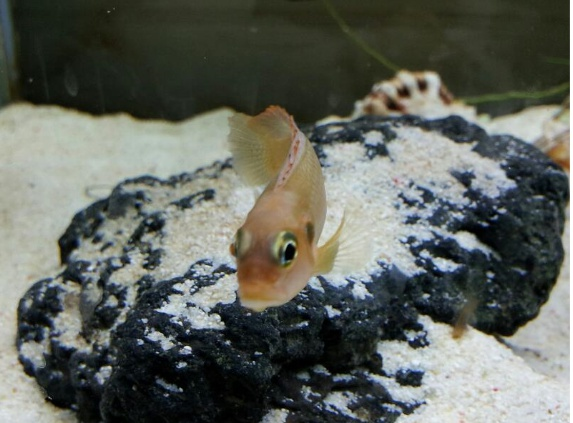
네오람프롤로그스 오셀라투스

오셀라투스(이하 오셀라)는 덩치는 작아도 시클리드 답게 포악한 성질을 가지고 있으며, 패각어종이기 때문에 자신의 패각(빈 소라껍데기) 주변을 영역으로 지정해놓고 철저히 지킨다. 이처럼 영역 개념이 투철하기 때문에 다른 시클리드 개체가 침입하면 공격하는 특성이 있다.
암수 구분은 유어때는 어려우나 성어가 되면 구분이 쉽게 된다. 암컷은 크기가 좀 더 작은데 수컷은 크기가 크고 위아래로 통통한 느낌이 있으며 등핀(지느러미)을 펼쳤을 때 핀 상단에 노란색 줄무늬가 좀 더 선명하다.

### 바닥재

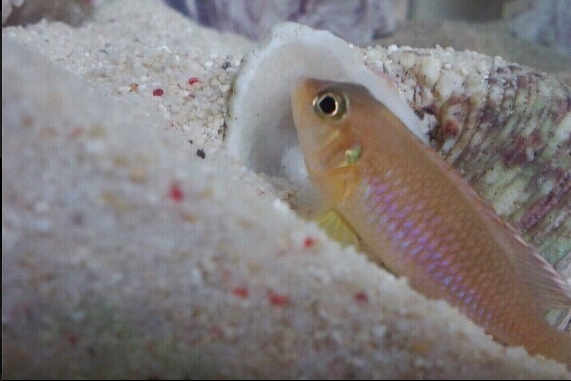
암컷

오셀라는 탕가니카호가 원산지인 종으로 약알칼리~알칼리성을 유지해야한다. 그러므로 ph조절을 위해 산호사를 사용하는 데, 이때 바닥공사(오셀라가 자기가 살기 좋도록 패각의 위치를 옮기면서 바닥재의 능선을 바꾸어 놓는 행위)를 하는 것이 오셀라의 특성이므로, 오셀라가 다치지 않게 입자가 고운 슈가사이즈의 산호사를 사용하는 것이 좋다.

### 구조물

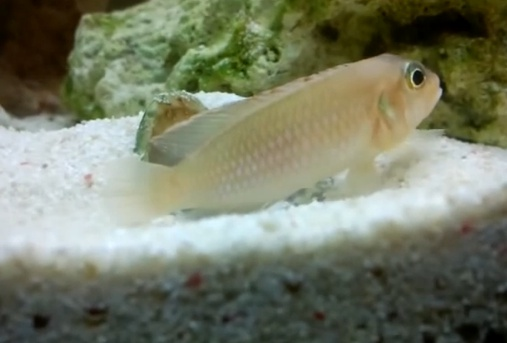
패각과 그 주변의 영역을 중시하는 편이다. 거의 하루를 통째로 패각을 지키는 데에 시간을 보냄

오셀라는 기본적으로 패각(빈 소라껍데기)에 알을 낳고, 그 주위에서 생활하는 종이다. 패각을 지키는 것 이외에는 움직임이 거의 없다. 그러므로 적절한 양의 패각은 오셀라의 서식지에 필수적이라고 할 수 있다. 패각이 부족하면 영역다툼에서 도태된 개체가 죽을 수 있을 정도로 패각은 오셀라에게 중요한 것이다.

### 쌍 잡기

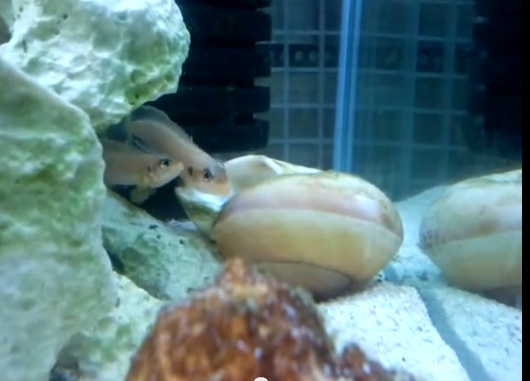
쌍이 잡히지 않은 상태의 암수가 마음에 드는 패각을 차지하기 위해 다툼을 벌이고 있다.

오셀라는 다른 많은 패각어종과는 달리 하렘보다는 일부일처형식의 결합을 이루며, 일단 쌍(mate)이 잡히고 나면 그 이외의 개체들은 모두 공격한다. 그렇기 때문에 일단 한 어항에 쌍이 잡히면, 나머지 개체들은 모두 격리시켜야 다른 개체들이 손상을 입지 않을 수 있다.
쌍이 잡히고 나면 곧 암컷이 패각에 알을 낳는데, 멀티와 브리카르디와 같은 종들처럼 세대번식 (자기 자손들을 계속 옆에 두고 계속적으로 새끼를 치는 형식)은 하지 않으므로 알에서 부화한 치어가 유어가 되면 자기 자식도 못알아보고 공격한다. 그렇기 때문에 어느정도 자란 유어도 분리해주어야 한다.

### 먹이주기
오셀라는 잡식성이기 때문에 무엇을 주어도 잘 먹는다. 플레이크 형식의 사료나 입에 들어갈만한 사이즈의 과립사료, 냉동 장구벌레를 잘 먹고, 입이 작은 치어~유어들은 갓 부화시킨 브라인쉬림프를 잘 먹는다. 처음에 먹이를 줄 때 먹이를 먹는지 확인하면서 먹여야 양 조절이 가능하다. (많이 먹이면 어항 내 여과사이클이 깨지기 때문에 가급적 5분안에 먹을 수 있는 양만큼만 먹이를 주는 것이 좋다.)

### 합사 어종
다른 시클리드류는 공격성이 강하니 피하는 것이 좋다. 수질과 어종의 성격을 고려해 대개 유순한 탕가니카호 메기(시노돈티스)류나 쥴리도크로미스, 음플룽구 등을 합사하는 것이 바람직하다.

## 키울 때 주의사항

### 환경
오셀라투스는 키우는 데에 여러 제약이 있기 때문에 초보자가 키우기 어렵다. 보통 탕가니카 호수 출신의 물고기에 전문적인 능력이 있는 취미가들의 어항에서 볼 수 있다. 키울 때는 최소 19L정도의 어항이 필요하다. 하지만 이는 종의 숫자에 상당한 제약이 있으므로 사실상 더욱 넓은 어항이 필요하다. 각 물고기마다 하나의 비어있는 수족관용 달팽이 껍데기를 제공해 주어야 하며 얇은 규사를 깔아줘야 한다. 규사가 꼭 필요한 것은 아니지만 이 물고기들이 자연스러운 행동을 할 수 있도록 돕는다. 그들은 꼬리로 서식하려는 껍데기를 바닥에 묻어야 하는데, 무겁고 커다란 굵기의 바닥제에서는 이러한 행동을 이끌어내기가 어렵다. 그들은 공격적인 종으로 분류되지는 않지만 자신의 영역에 민감하기 때문에 심지어 주인의 손조차 공격하는 경우가 있다.
이 물고기는 모든 탕가니카 물고기들과 마찬가지로 질소 사이클에 민감하다. 암모니아와 아질산염이 그들에게 독이 될 수 있다. 따라서 좋은 수질 유지 방법이 사용되어야 하고, 알맞은 여과는 꼭 필요하다.

### 먹이
이들은 잡식성이기 때문에 플레이크, 작은 팔렛, 냉동 사료, 살아있는 브라인 쉬림프와 물벼룩 등등 다양한 수족관 사료를 섭취할 수 있다. 하지만 다른 아프리카 시클리드 과와 같은 영양분적 원칙을 따라 사료를 공급해야 한다. 실지렁이 웜즈는 치명적인 조직적 박테리아 병을 발생시킬 수 있으므로 절대로 공급해서는 안 된다. 이 물고기는 5분 안에 먹을 수 있는 양만큼만 사료를 공급해야 한다.

### 기타 유의사항
이들은 공격적인 포식자나 더 큰 다른 물고기 종과 길러져서는 안 된다. 이들의 크기가 작기 때문에 먹혀지거나 괴롭힘을 당할 수 있다. 예를 들어 말라위 출신 시클리드 과의 몸부나와 같이 키워진다면 스트레스를 받고 괴롭힘을 받을 것이다.
수족관 안에서 이 물고기들을 번식 시킬 수 있다. 오셀라투스 수컷은 한 번에 한 마리 이상의 암컷과 산란을 한다. 장소는 주로 암컷의 껍데기 안이나 근처이다. 껍데기 안에 알을 낳고 부화하기까지는 약 3일정도 걸리고, 갓 태어난 치어들은 약 일주일 간 자유롭게 헤엄친다. 치어들은 갓 부화된 브라인 슈림프를 포함하는 육즙 사료를 먹을 수 있다.